# Герен, Габриэль-Кристоф
Габриэль-Кристоф Герен (9 ноября 1790, Кель — 20 сентября 1846, Хорнбах) — французский художник.

## Биография
Габриэль-Кристоф Герен родился 9 ноября 1790 в Келе, Эльзас, и был представителем заметной династии эльзасских живописцев. Его дедом был гравер Жан Герен, отцом художник и гравер Кристоф Герен, дядей выдающийся художник-миниатюрист Жан-Урбен Герен, а младшим братом художник Жан-Батист Герен, 1798 года рождения. Всех этих художников, однако, не следует путать с их более знаменитыми однофамильцами и современниками, художниками Пьером Нарсисом и Поленом Геренами.
Летом 1810 года Габриэль-Кристоф Герен начал своё обучение в школе изящных искусств, где его учителем был Жан-Батист Реньо. В свою очередь учеником самого Габриэля-Кристофа Герена был художник-пейзажист Ипполит Прадель.
Габриэль-Кристоф Герен скончался в Хорнбахе и был похоронен в Страсбурге, на кладбище Сен-Элен, рядом с дедом (Жаном), отцом (Кристофом) и сестрой (Валери). Их надгробный памятник из розового песчаника является работой страсбургского скульптора Андре Фридриха.
Именем художника названа улица в страсбургском районе Эспланада.

## Галерея

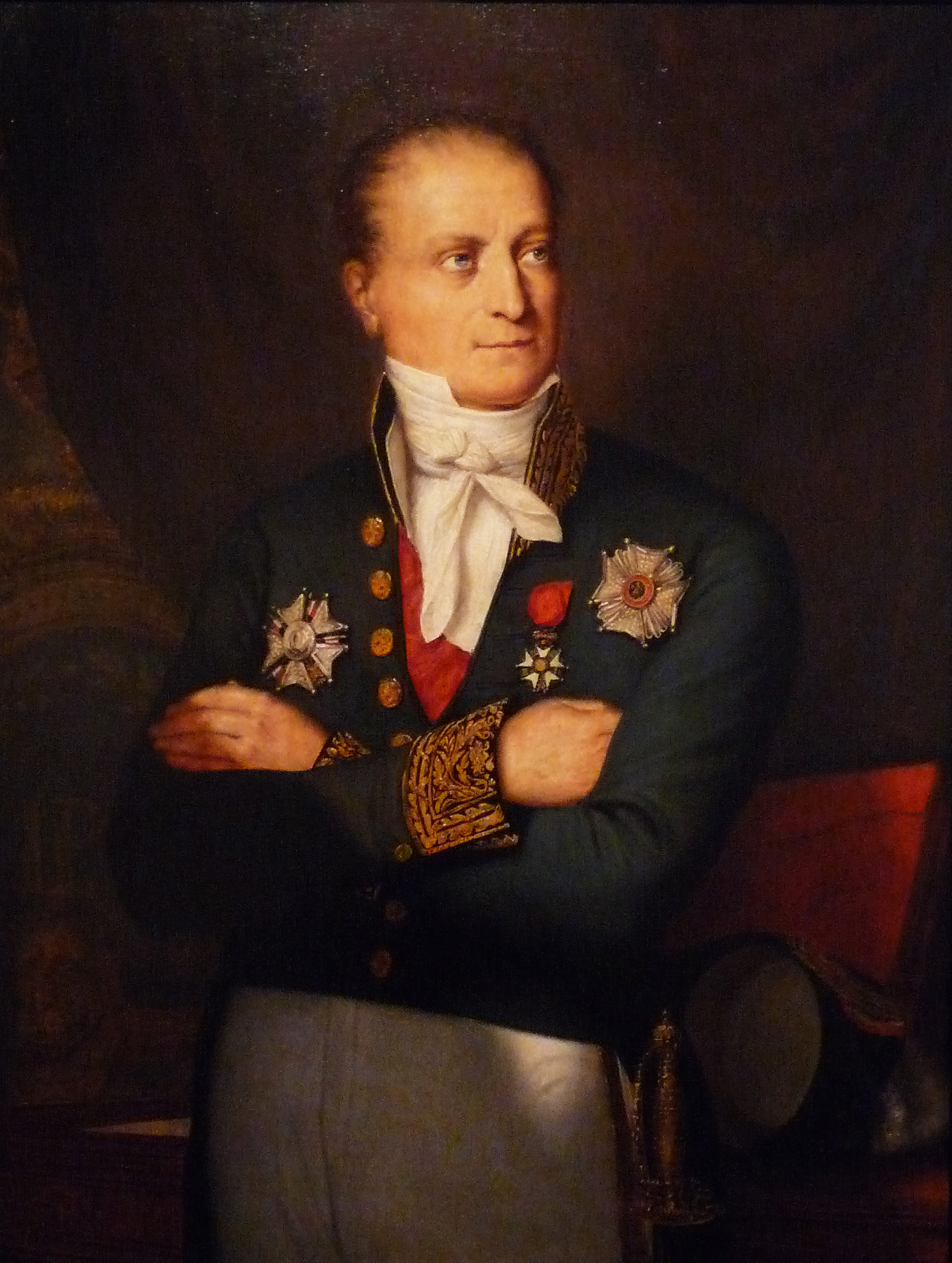
Портрет французского государственного деятеля Жана-Жоржа Юманна. Исторический музей Страсбурга.
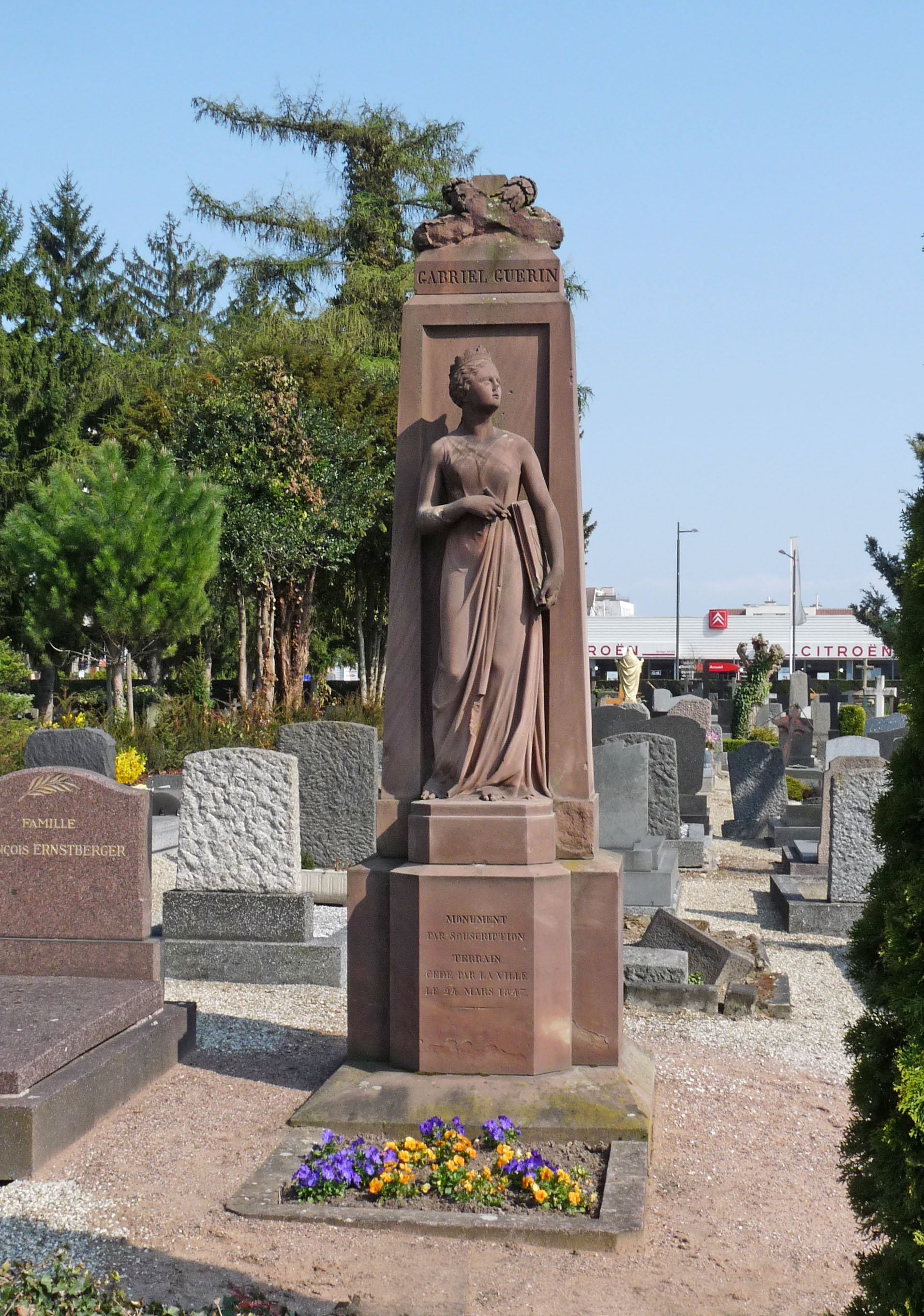
Андре Фридрих. Надгробие Геренов на кладбище Сент-Элен.